# Reichsgau

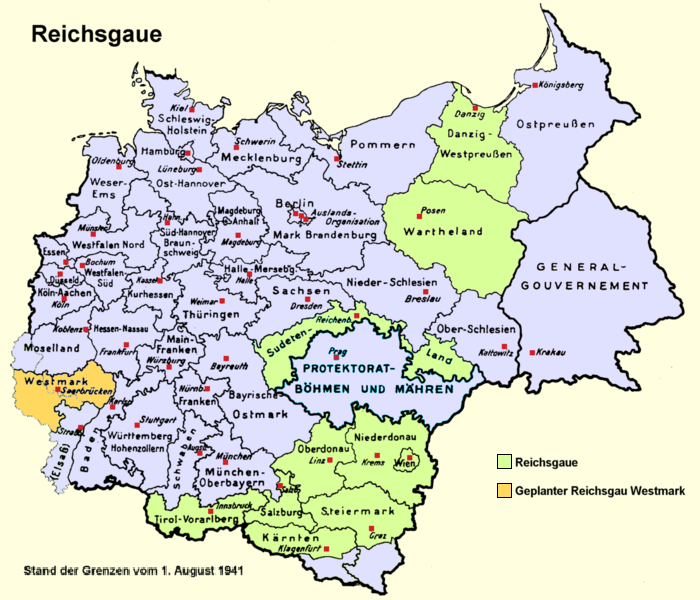
Reichsgaue (grün markiert) um 1941

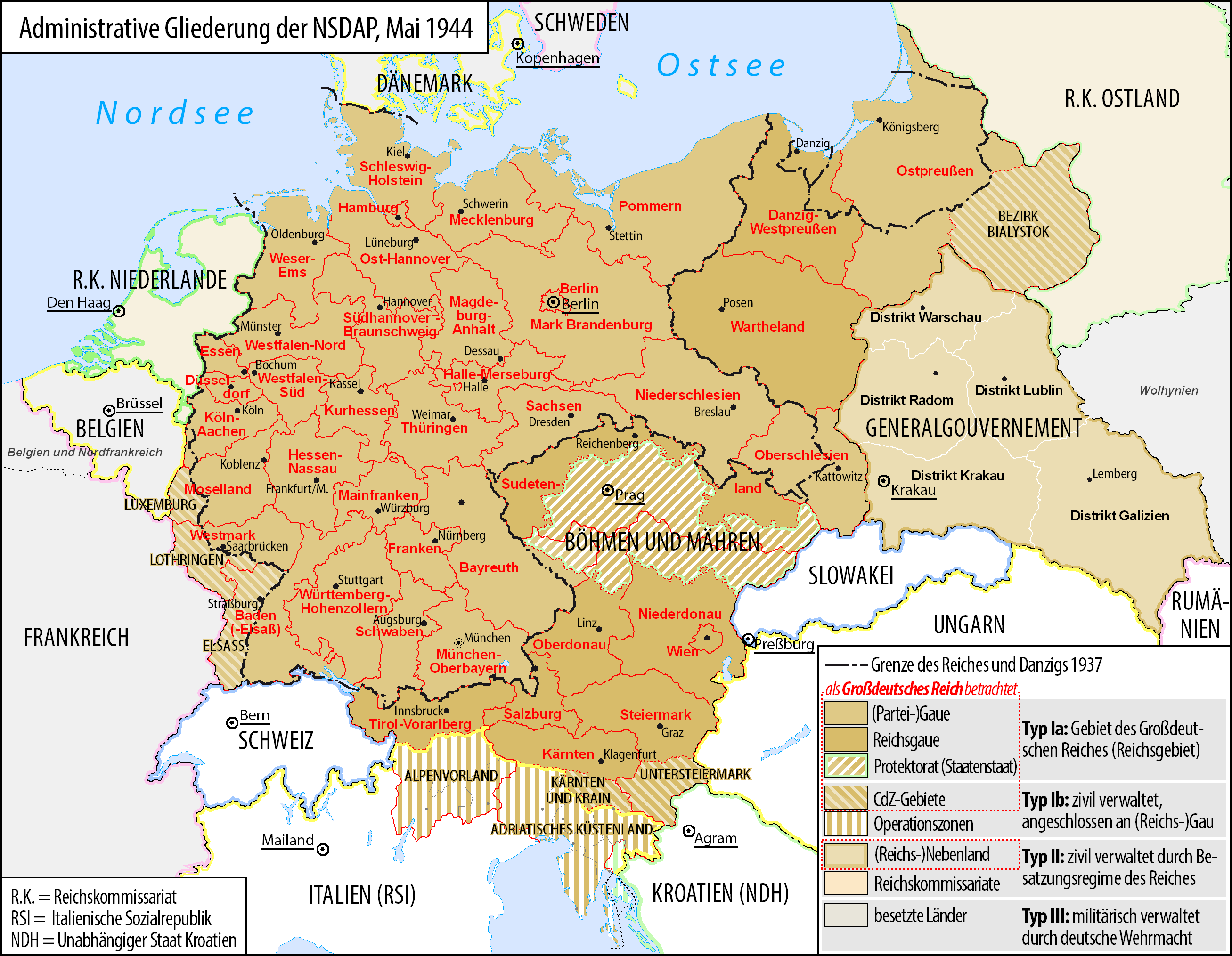
Parteigaue (hellbraun), Reichsgaue (dunkelbraun) und Generalgouvernement, Mai 1944

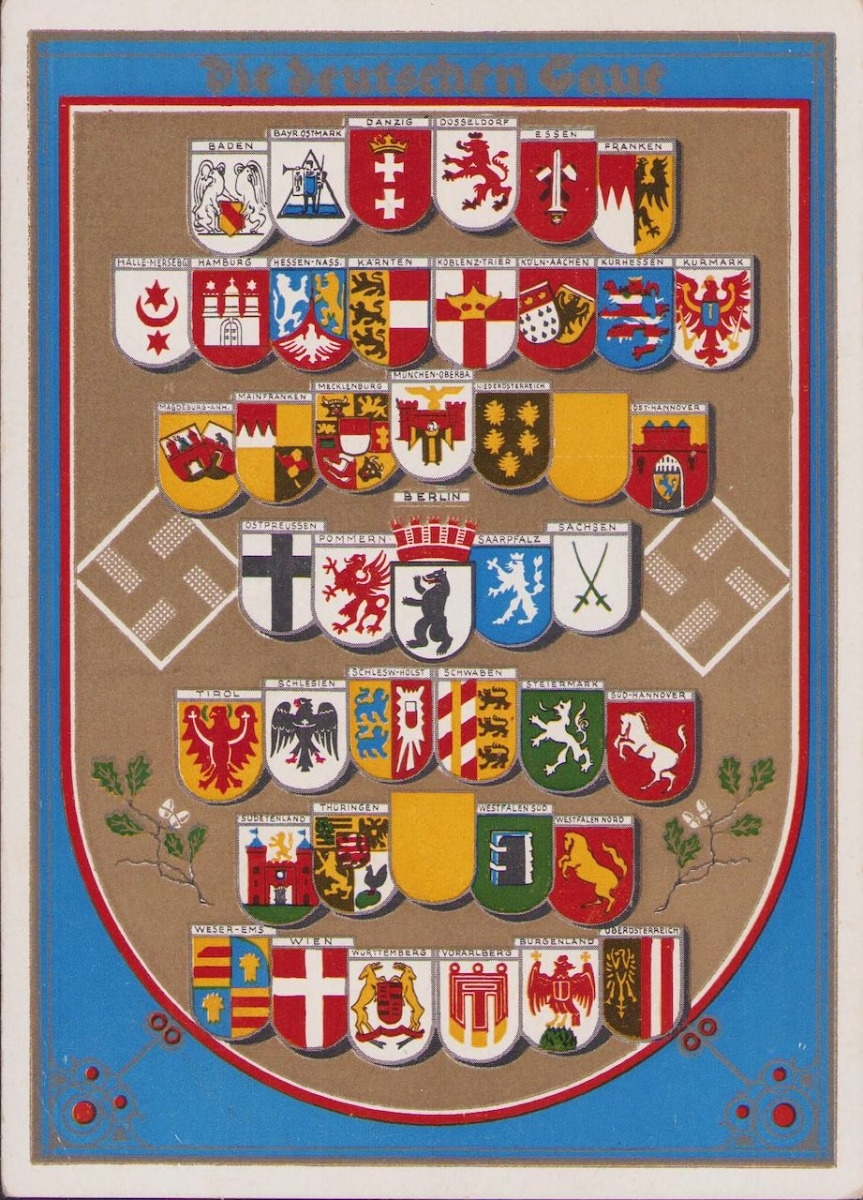
Ansichtskarte mit Wappen der Reichs- und Parteigaue, 1939

Reichsgaue waren staatliche Verwaltungsbezirke und Selbstverwaltungskörperschaften in Teilen des Deutschen Reiches in der Zeit des Nationalsozialismus von 1939 bis 1945.

## Begriffsbestimmung
Reichsgaue standen unter der Leitung eines Reichsstatthalters, der meist in Personalunion Gauleiter für den gleichnamigen (Partei-)Gau der NSDAP war. Sie besaßen ein vom Reich abgeleitetes Recht, in Übereinstimmung mit dem Reichsinnenminister selbstständig im Verordnungswege Recht zu setzen. Es handelt sich dabei um den Beginn einer Neuordnung der Reichsmittelinstanz, und zwar zunächst außerhalb der Grenzen des „Altreichs“.

## Sudetenland (Tschechoslowakei)
Nach dem Gesetz über die Gliederung der sudetendeutschen Gebiete wurde zum 15. April 1939 der Reichsgau Sudetenland (zunächst als Sudetengau) errichtet. Die betroffenen Gebiete wurden zu drei Regierungsbezirken vereinigt und zudem bestimmte Gebietsteile in andere Land- und Stadtkreise eingegliedert.

## Eingegliederte Ostgebiete (Polen)
Auf zuvor polnischem Gebiet existierten die deutschen Reichsgaue
- Danzig-Westpreußen (zunächst Westpreußen) und
- Wartheland (zunächst Posen).

Der Führererlass über Gliederung und Verwaltung der Ostgebiete regelte ab 26. Oktober 1939 in „entsprechender Anwendung“ des Sudetengaugesetzes die Bildung der beiden neuen Reichsgaue. Auch sie wurden in Stadt- und Landkreise eingeteilt, die jeweils in drei Regierungsbezirken zusammengefasst waren.
Im Fall des Reichsgaus Danzig-Westpreußen wurde mit dem Regierungsbezirk Westpreußen zum einzigen Mal auch ein Teil des Deutschen Reichs in den Grenzen von 1937 in einen Reichsgau einbezogen.

## Alpen- und Donau-Reichsgaue (Österreich)
- Kärnten
- Niederdonau (zunächst: Niederösterreich)
- Oberdonau (zunächst: Oberösterreich)
- Salzburg
- Steiermark
- Tirol-Vorarlberg
- Wien

Das Ostmarkgesetz hatte die Bildung von sieben Reichsgauen als „Rechtsnachfolger der ehemals österreichischen Länder“ (§ 14 Abs. 2) und deren Einteilung in Stadt- und Landkreise bereits 1939 angeordnet. Wegen der geringeren Bevölkerungsdichte war von der Einteilung in Regierungsbezirke abgesehen worden. Der Reichsgau Groß-Wien umfasste nur eine Gemeinde, nämlich die Stadt Wien.
Da sich die Aufteilung des Landes Österreich, dessen Kompetenzen auf die Reichs- und Reichsgauebene verteilt wurden, längere Zeit hinzog, kam es zur Einrichtung der Reichsgaue erst zum Beginn des Jahres 1940.

## Nicht realisierte Reichsgaue

### Westmark (Pfalz, Saarland, Lothringen)
Der 1940 gebildete NSDAP-Gau Westmark sollte zum „Reichsgau Westmark“ werden, umfassend das Saarland, die bayerische Pfalz – damals in der NSDAP als Gau Saarpfalz zusammengefasst – und das im Frankreichfeldzug eroberte lothringische Département Moselle, das als Lothringen ins Reich eingegliedert werden sollte. Der Plan wurde während des Zweiten Weltkriegs nicht umgesetzt. Zwar unterzeichnete Hitler am 18. Oktober 1940 einen Erlass vom 12. Oktober d. J., der diesen Reichsgau auf dem Papier schuf, ebenso wie einen „Reichsgau Oberrhein“; es gab dazu sogar Durchführungsbestimmungen vom 2. November 1940. Um aber nicht Revanchegelüste und Proteste in Frankreich zu wecken, wurde die Veröffentlichung des Erlasses der Annexion Lothringens gleichzeitig verboten. Es blieb nach außen hin beim alten Namen und bei der zugehörigen Bezeichnung „CdZ“ (Chef der Zivilverwaltung). Göring setzte durch, dass er wegen seiner Planung der Kriegswirtschaft mitregieren durfte. Vielmehr blieb es bis 1945 derart, dass der Reichsstatthalter in der Westmark in Saarbrücken (vormals: Reichskommissar für die Rückgliederung des Saarlandes/Reichskommissar für die Saarpfalz) in Personalunion das Saarland und den bayerischen Regierungsbezirk Pfalz verwaltete, ferner auch die Aufgaben des Chefs der Zivilverwaltung für Lothringen wahrnahm.
Dieses Gebiet der Westmark, das altes Reichsgebiet und mit dem lothringischen Teil auch französisches Staatsgebiet umfasste, wurde somit zwar einheitlich verwaltet, zerfiel aber weiterhin formell in das eigentliche Reichsgebiet (Saarland/Land Bayern) und das CdZ-Gebiet Lothringen.

### Oberrhein (Baden, Elsass)
Ebenso war der Reichsgau Oberrhein als Zusammenschluss des Gaus Baden bzw. der Republik Baden mit dem Elsass geplant, der aber bis 1945 formal nicht mehr zustande kam. Baden und das Elsass wurden gemeinsam von Straßburg aus verwaltet. Die Stadt Kehl fiel an Straßburg, der Bürgermeister von Kehl wurde Beigeordneter in Straßburg, während der Straßburger Oberbürgermeister gleichzeitig Bürgermeister von Kehl wurde. Für den Bereich der NSDAP lautete die Bezeichnung des Gaus „Baden-Elsaß“.

### Flandern und Wallonien (Belgien)
Kurz vor Ende des Zweiten Weltkrieges, nachdem Belgien bereits befreit war, wurden im Deutschen Reich durch geflohene Kollaborateure Verwaltungen für die zukünftigen Gaue Flandern und Wallonien (→ Wallonische Region) geschaffen.
Die zuständigen Gauleiter waren aufgrund des Vorrückens und nicht zuletzt der Befreiung durch die Alliierten gezwungen, von Deutschland aus ihre Verwaltungsaufgaben wahrzunehmen: Der Reichsgau Flandern (ohne Voeren, aber Comines-Warneton einbezogen) wurde am 15. Dezember 1944 ausgerufen, der Gauleiter im deutschen Exil war Jef Van de Wiele. Der Reichsgau Wallonien wurde am 8. Dezember 1944 eingerichtet, der Gauleiter im Exil war Léon Degrelle.

## Geplante Reichsgaue nach dem 20. Juli 1944
Der Widerstandskreis um Carl Goerdeler und Ludwig Beck, der nach dem Attentat vom 20. Juli 1944 die Macht übernehmen wollte (vgl. Schattenkabinett Beck/Goerdeler), plante, nach der Machtübernahme das Reich flächendeckend in Reichsgaue einzuteilen. In einer Regierungserklärung sollte es heißen:

„Preussen geht im Reich auf. Die preussischen Provinzen werden ebenso wie die übrigen deutschen Länder, teilweise zusammengefasst, Reichsgaue. Der Selbstverwaltung dieser Reichsgaue, der Kreise und der Gemeinden wird an öffentlichen Aufgaben übertragen, was irgendwie mit Reichseinheit und zielbewusster Führung des Reichs vereinbar ist. Echte Selbstverwaltung wird, sobald irgendwelche Wahlen möglich sind, wieder in Verbundenheit mit dem Volk hergestellt. Einstweilen wird durch vorläufige Anordnung dafür gesorgt, dass sie in ihre Verwaltungs- und Beratungskörper lautere Männer beruft und selbstverantwortlich arbeiten kann.
In allen Reichsgauen wird die Aufsicht namens des Reichs durch Reichsstatthalter ausgeübt werden, deren Ernennung unmittelbar bevorsteht. Sie werden sich gegenüber den Organen der Selbstverwaltung soweit wie irgend möglich zurückhalten, aber ebenso tatkräftig für die Reichseinheit sorgen.“

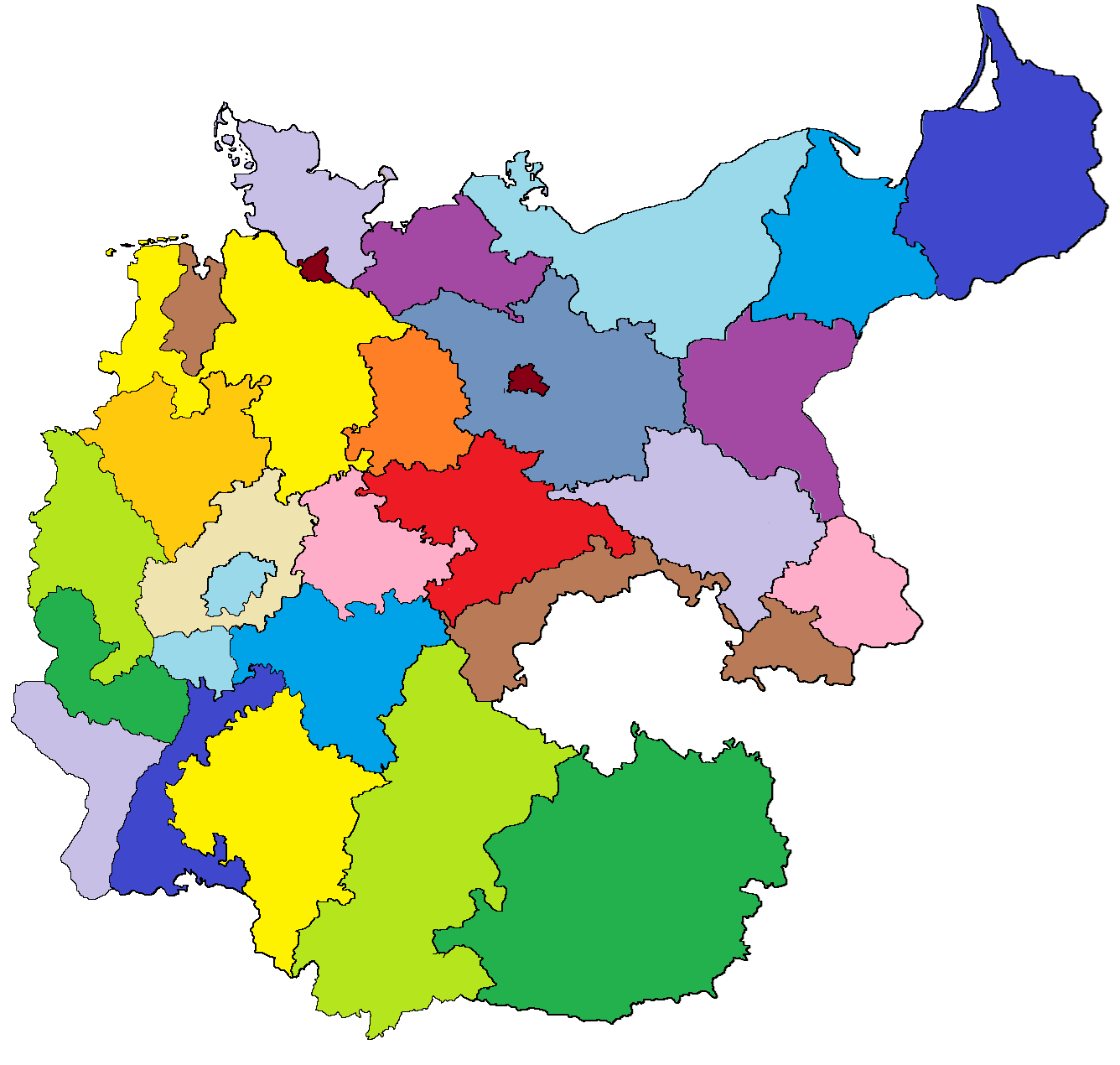
Reichsgaue nach Goerdelers Denkschrift Das Ziel

Bereits 1941 hatte Goerdeler in der Denkschrift Das Ziel die Übertragung der Aufgaben von Ländern und Provinzen sowie der Regierungsbezirke auf folgende neu zu bildende Reichsgaue formuliert:
- Ostpreußen
- Westpreußen
- Warthegau oder Posen
- Oberschlesien
- Niederschlesien
- Sudetengau
- Obersachsen (Sachsen mit Merseburg)
- Mittelsachsen (Magdeburg mit Anhalt)
- Brandenburg
- Berlin
- Pommern
- Mecklenburg
- Schleswig-Holstein
- Niedersachsen (Bremen, Hannover und Braunschweig)
- Hamburg
- Oldenburg
- Westfalen
- Rheinprovinz (ohne Trier)
- Hessen-Nassau
- Thüringen (mit Erfurt)
- Saarpfalz (mit Trier)
- Saargebiet[Anm. 3]
- Hessen
- Elsass
- Baden
- Württemberg (mit Schwaben und Vorarlberg)
- Bayern (mit Tirol)
- Franken
- Österreich (ohne Tirol und Vorarlberg)

Die Gaue sollten von einem Gauhauptmann im Rahmen der kommunalen Selbstverwaltung geleitet und von einem Oberpräsidenten beaufsichtigt werden. Als Nachfolger der Länder und Provinzen sollten sie für alle öffentlichen Aufgaben außer der Verteidigungs-, Rechts-, Verkehrs- und Wirtschaftspolitik zuständig sein, insbesondere für Hochschulen, Gaumeliorationen, Gaustraßen, Gauwirtschaftsbetriebe, Wohlfahrtspflege, ausgleichende Arbeitsvermittlung, Arbeitslosenbetreuung und Berufsberatung.
Die Gaugebiete sollten auch den territorialen Zuständigkeitsbereichen der kommandierenden Generale, Reichsbahn-Gaupräsidenten, Reichspost-Gaupräsidenten, Gaugerichte und Gau-Staatsanwaltschaften, Gaupräsidenten der Reichsfinanzämter und Gau-Treuhänder der Arbeit entsprechen.